# Runkel
Runkel is een gemeente in de Duitse deelstaat
Hessen, gelegen in de Landkreis Limburg-Weilburg.
De stad telt 9.351 inwoners.

## Geografie
Runkel heeft een oppervlakte van 43,69 km² en ligt in het centrum van Duitsland, iets ten westen van het geografisch middelpunt.

## Stadsdelen van Runkel
- Arfurt
- Dehrn
- Ennerich
- Eschenau
- Hofen
- Runkel
- Schadeck
- Steeden
- Wirbelau

## Geboren in Runkel
- Bernd Hölzenbein (1946-2024), voetballer

Bad Camberg ·
Beselich ·
Brechen ·
Dornburg ·
Elbtal ·
Elz ·
Hadamar ·
Hünfelden ·
Limburg a.d. Lahn ·
Löhnberg ·
Mengerskirchen ·
Merenberg ·
Runkel ·
Selters (Taunus) ·
Villmar ·
Waldbrunn (Westerwald) ·
Weilburg ·
Weilmünster ·
Weinbach